# نيك باتشيكو
نيك باتشيكو (بالإنجليزية: Nick Pacheco)‏ هو سياسي أمريكي، ولد في 1964.